# Halavadandi, Jagalur
Halavadandi là một làng thuộc tehsil Jagalur, huyện Davanagere, bang Karnataka, Ấn Độ.